# Evil Geniuses
Evil Geniuses (EG), auch bekannt als Team EG, ist ein amerikanischer E-Sport-Clan, der 1999 gegründet wurde. EG war eines der G7-Mitglieder.
2009 verpflichtete er das ehemalige Team von compLexity in Counter-Strike sowie das ehemalige MeetYourMakers-Team rund um den Holländer Manuel „Grubby“ Schenkhuizen in Warcraft III. Daneben verfügte EG auch über mehrere erfolgreiche Quake-Spieler. In StarCraft II hat bzw. hatte das Team erfolgreiche Spieler wie z. B. Lee „Jaedong“ Jae-dong, Greg „IdrA“ Fields, Ilyes „Stephano“ Satouri und Chris „HuK“ Loranger unter Vertrag. Im seit den 2010er Jahren immer populärer werdenden MOBA-Genre ist EG mit Teams in League of Legends und Dota 2 ebenfalls vertreten. Das Dota-2-Team von Evil Geniuses gewann im August 2015 die fünfte Ausgabe des The International, das zum damaligen Zeitpunkt höchstdotierte E-Sport-Turnier aller Zeiten. Das Valorant-Team von Evil Geniuses gewann 2023 die Valorant Champions Tour.

## Aktive und ehemalige Spieler (Auswahl)

### Dota 2
Die Dota-2-Abteilung von EG wurde 2011 ins Leben gerufen. Der erste große Erfolg war ein mit über einer Million US-Dollar dotierter Dritter Platz auf dem The International 2014.
2015 folgte zunächst der Sieg bei der Dota 2 Asia Championships 2015 und einige Monate später beim The International 2015, dem mit einem Siegerpreisgeld von über 6,6 Millionen Dollar zu diesem Zeitpunkt höchstdotierten E-Sport-Turnier aller Zeiten. 2016 und 2018 sicherte sich das Team jeweils einen dritten Platz beim Saisonhöhepunkt. Seitdem verpasste EG zwar kein einziges TI, konnte allerdings auch keine Platzierungen unter den besten Vier mehr erreichen. Seit 2023 spielt EG mit einem komplett erneuerten südamerikanischen Line-Up. Das alte Line-up spielt nun unter dem Teamnamen Shopify Rebellion.
| Spieler beim The International 2014 - Mason „mason“ Venne - Artour „Arteezy“ Babaev - Saahil „UNiVeRsE“ Arora - Ludwig „zai“ Wåhlberg - Peter „ppd“ Dager | Spieler beim The International 2015 - Clinton „Fear“ Loomis - Sumail „SumaiL“ Hassan - Saahil „UNiVeRsE“ Arora - Kurtis Daniel „Aui_2000“ Ling - Peter „ppd“ Dager | Spieler beim The International 2018 - Artour „Arteezy“ Babaev - Sumail „SumaiL“ Hassan - Gustav „s4“ Magnusson - Andreas „Cr1t“ Nielsen - Tal „Fly“ Aizik | Spieler beim The International 2022 - Artour „Arteezy“ Babaev - Abed „Abed“ Yusop - Egor „Nightfall“ Grigorenko - Andreas „Cr1t“ Nielsen - Tal „Fly“ Aizik | Aktuelle Spieler (Stand 2023) - Crhistian „Pakazs“ Savina - Jean Pierre „Chris Luck“ Gonzales Salazar - Adrián „Wisper“ Céspedes Dobles - Farith „Matthew“ Puente - Jose „Pandaboo“ Padilla |

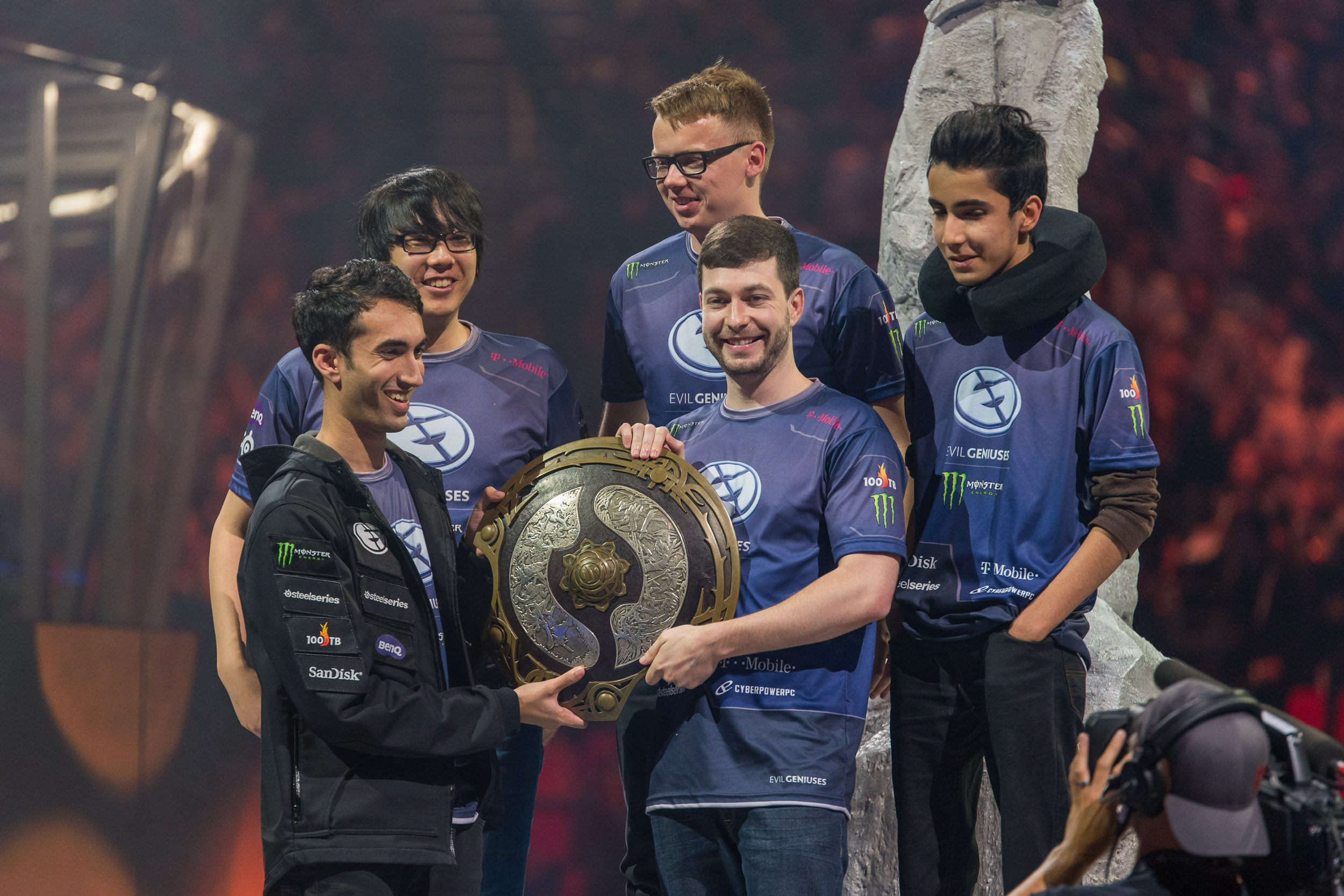
Evil Geniuses nach dem Gewinn der Aegis of Champions beim The International 2015
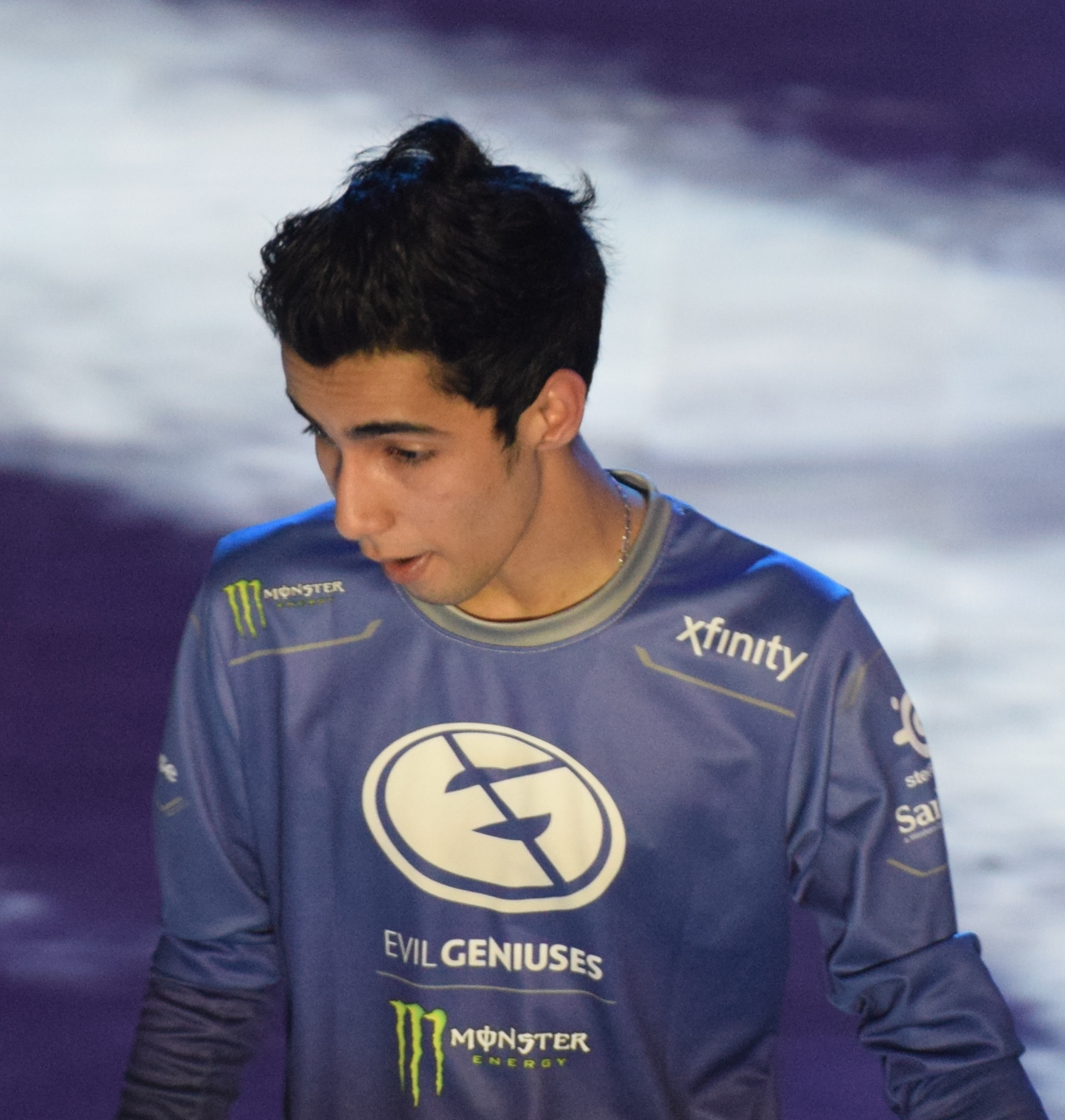
SumaiL (2017)
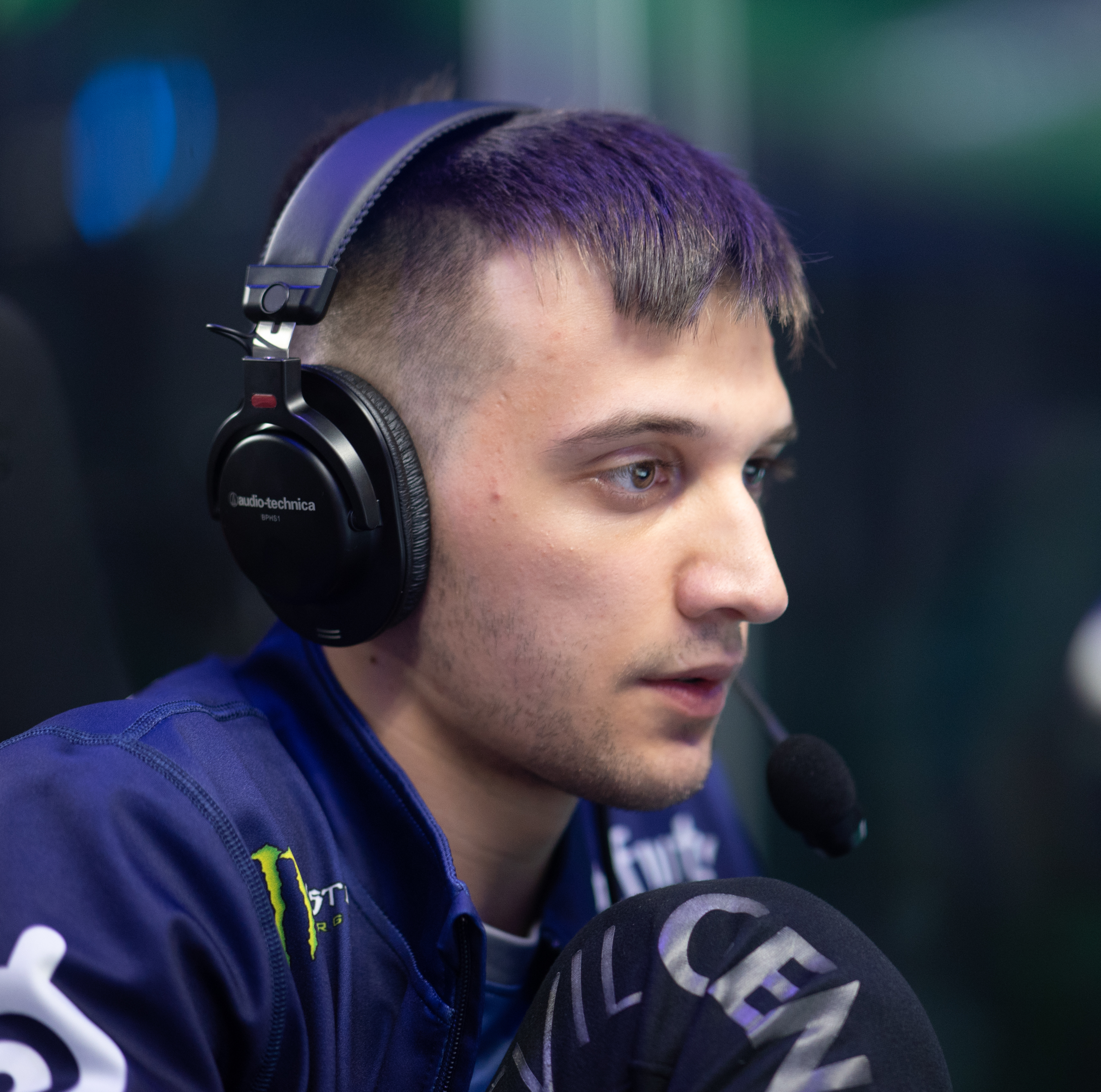
Arteezy (2018)
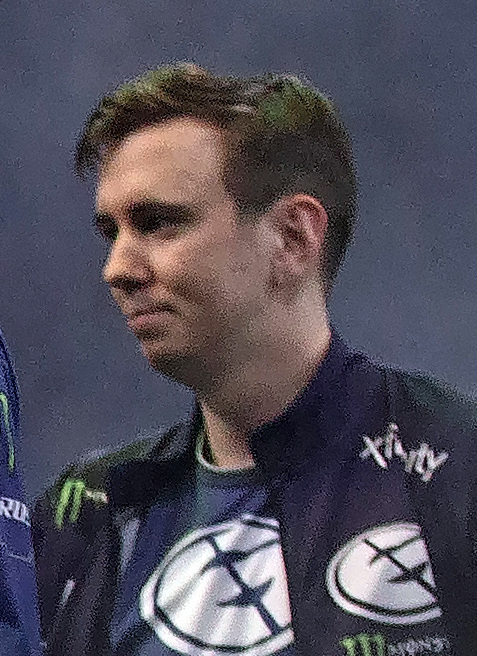
s4 (2018)
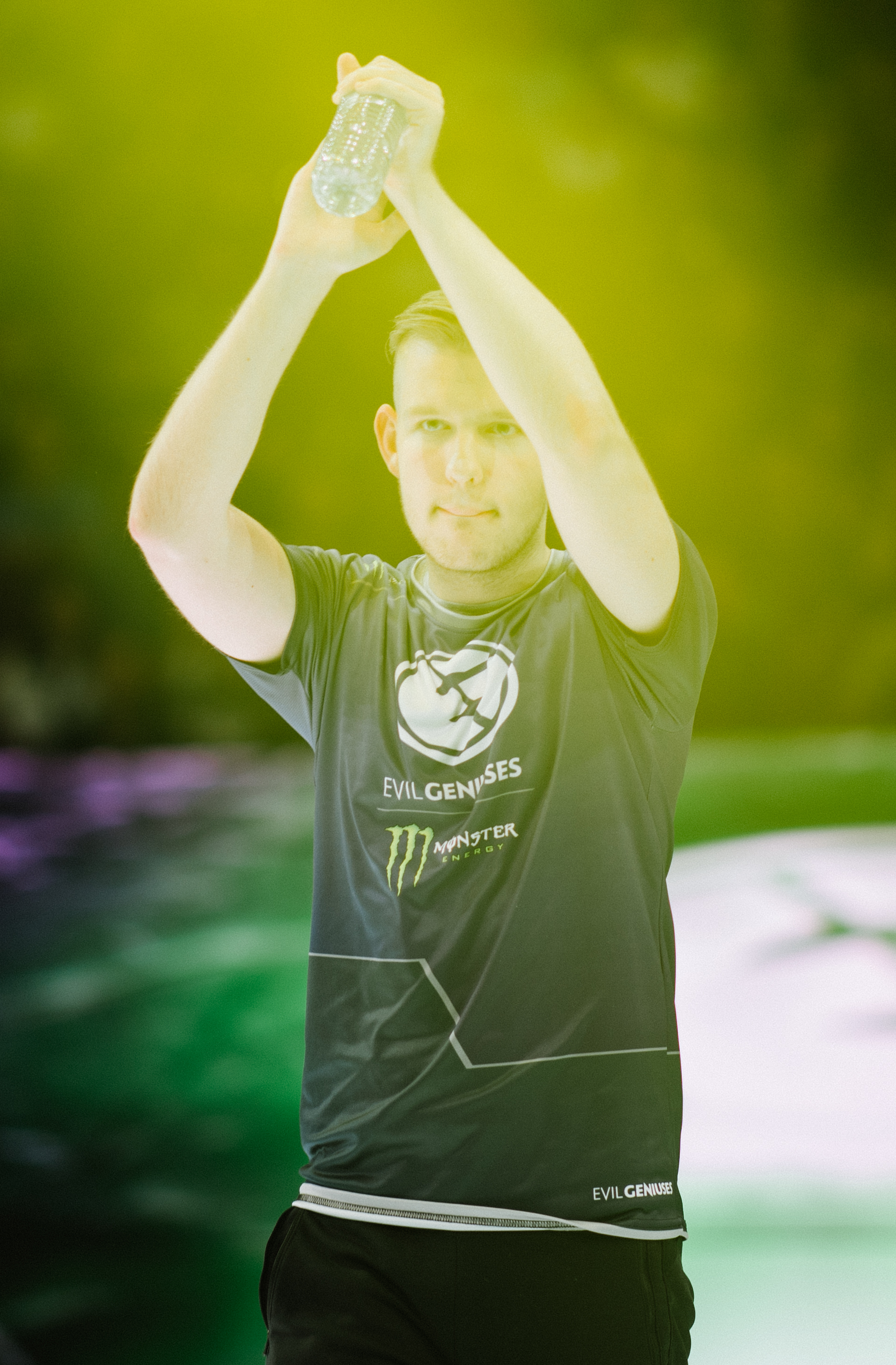
Cr1t (2018)
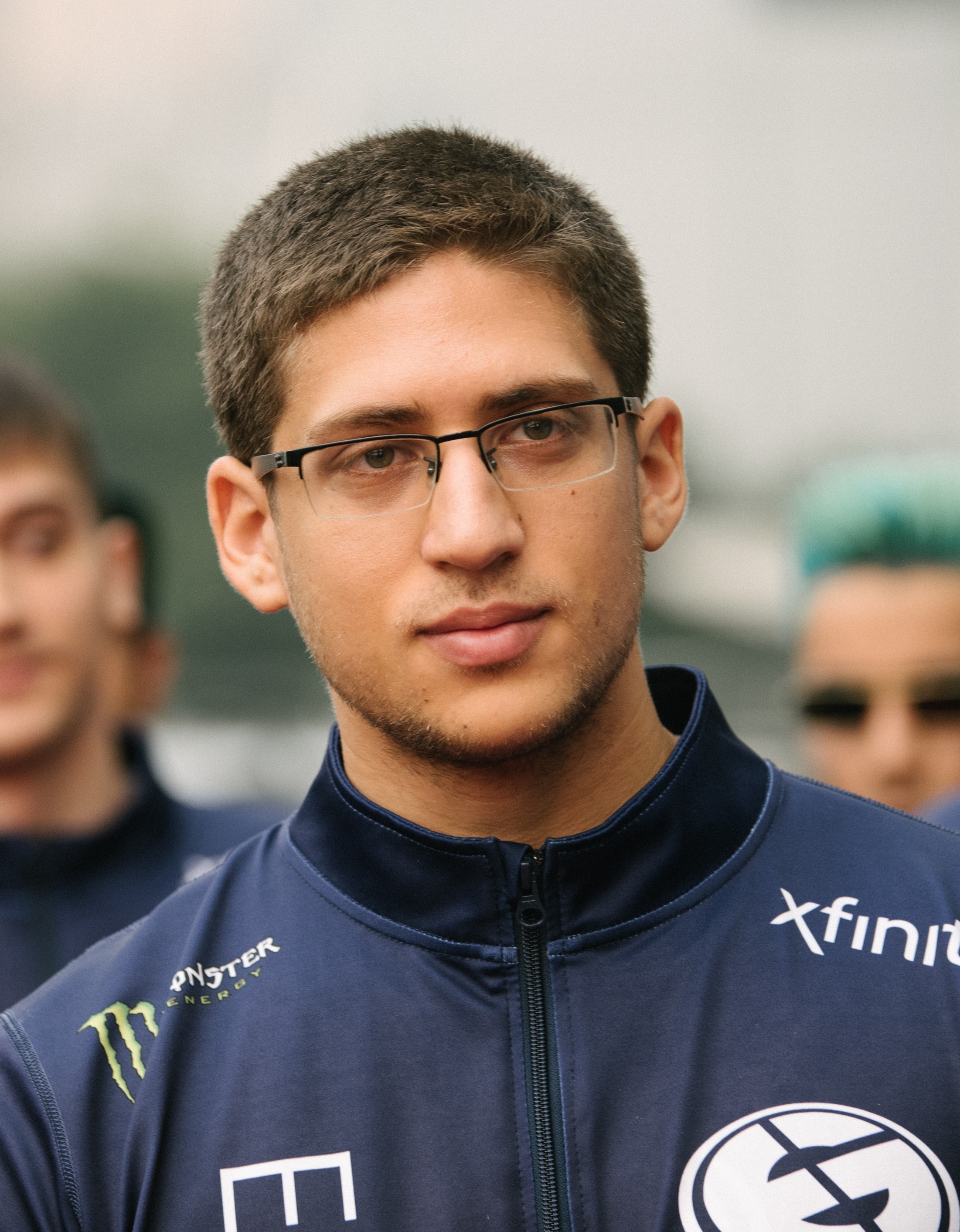
Fly (2018)

### Counter-Strike
In den 2000er-Jahren konnte EG in Counter-Strike auf den großen Turnierserien wie bspw. der Cyberathlete Professional League (CPL), der DreamHack, oder den ESL Intel Extreme Masters (IEM) gelegentlich vordere Resultate erringen (bspw. Zweiter Platz CPL Summer 2005). Ende 2008 verpflichtete EG das ehemalige CGS-Team von LA compLexity, das nach dem Wechsel zu EG in Counter-Strike weiterhin erfolgreich war und in den Jahren 2009 und 2010 jeweils mehr als 70.000 US-Dollar Preisgeld erspielte. Ende 2011 wurde das Team schließlich aufgelöst.
In Counter-Strike: Global Offensive war EG lange Zeit nicht präsent. Dies änderte sich im September 2019, als das gesamte CS:GO-Team von NRG Esports geschlossen zu EG wechselte. Kurzer Zeit später konnte man bereits die ESL One New York 2019 gegen das favorisierte Team Astralis aus Dänemark gewinnen. Bei der Esports Championship Series Season #8 erreichte man den geteilten dritten Platz. Im Dezember 2019 kletterte man auf den dritten Platz der Weltrangliste und stellte somit das beste Team außerhalb Europas.
2020 konnte EG noch einige der aufgrund der COVID-19-Pandemie jetzt online ausgetragenen Turniere gewinnen. Seit 2021 blieben größere Erfolge jedoch aus. Im Januar 2024 verließ Evil Genuises die Disziplin Counter-Strike.
| Spieler bei der CPL Summer 2005 - Robert „blackpanther“ Tyndale - Matt „Stevenson“ Stevenson - Kirt „In_Flames“ Kolach - Griffin „shaGuar“ Benger - Pasha „LaRi“ Lari | Spieler bei den IEM IV American Championship 2009 - Tomi „lurppis“ Kovanen - Tyler „Storm“ Wood - Jordan „n0thing“ Gilbert - Ediz „goodfornothing“ Basol - Daniel „fRoD“ Montaner | Spieler bei der ESL One New York 2019 - Vincent „Brehze“ Cayonte - Cvetelin „CeRq“ Dimitrov - Ethan „Ethan“ Arnold - Tarik „tarik“ Celik - Peter „stanislaw“ Jarguz |

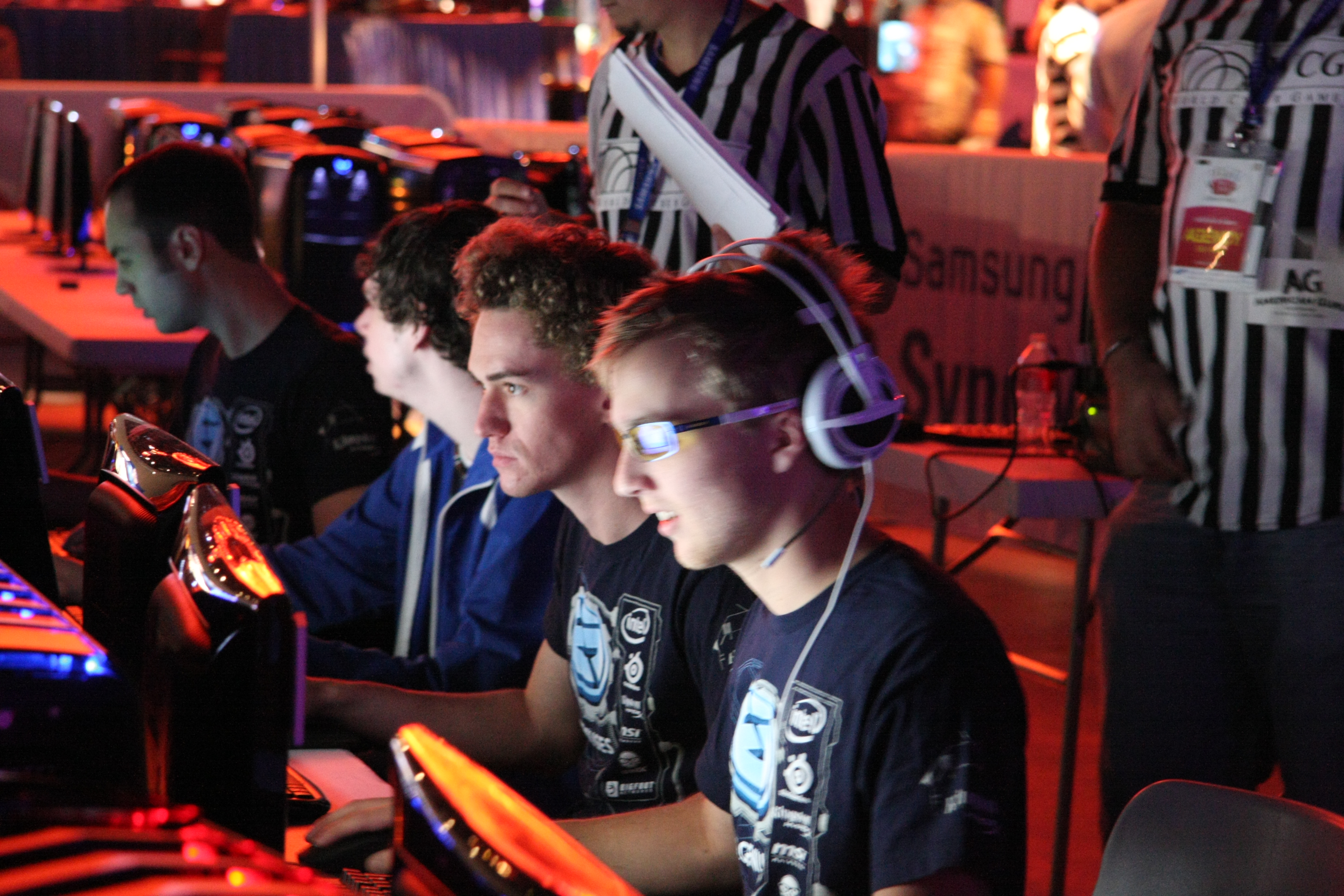
EG bei den World Cyber Games 2010
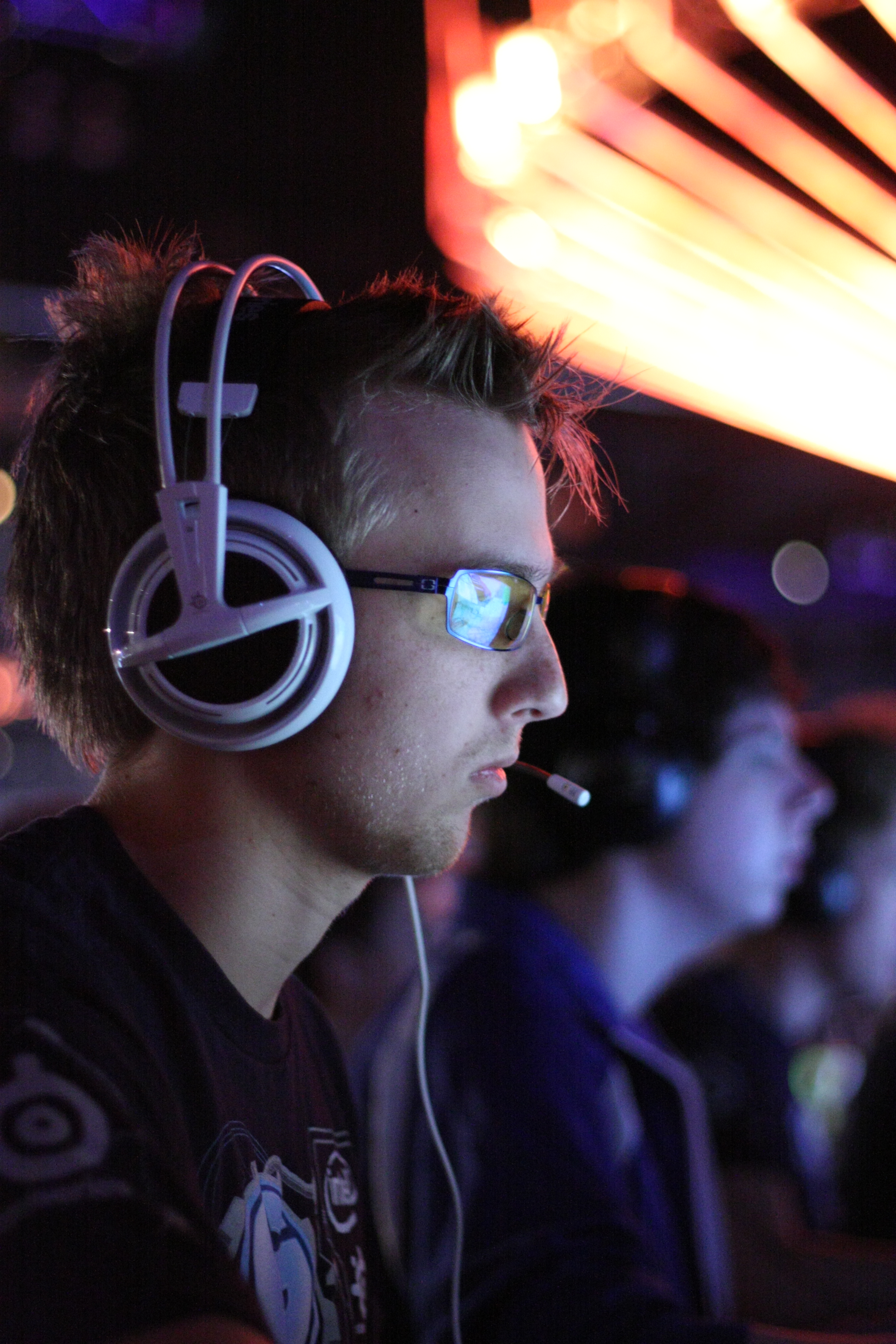
n0thing (2010)
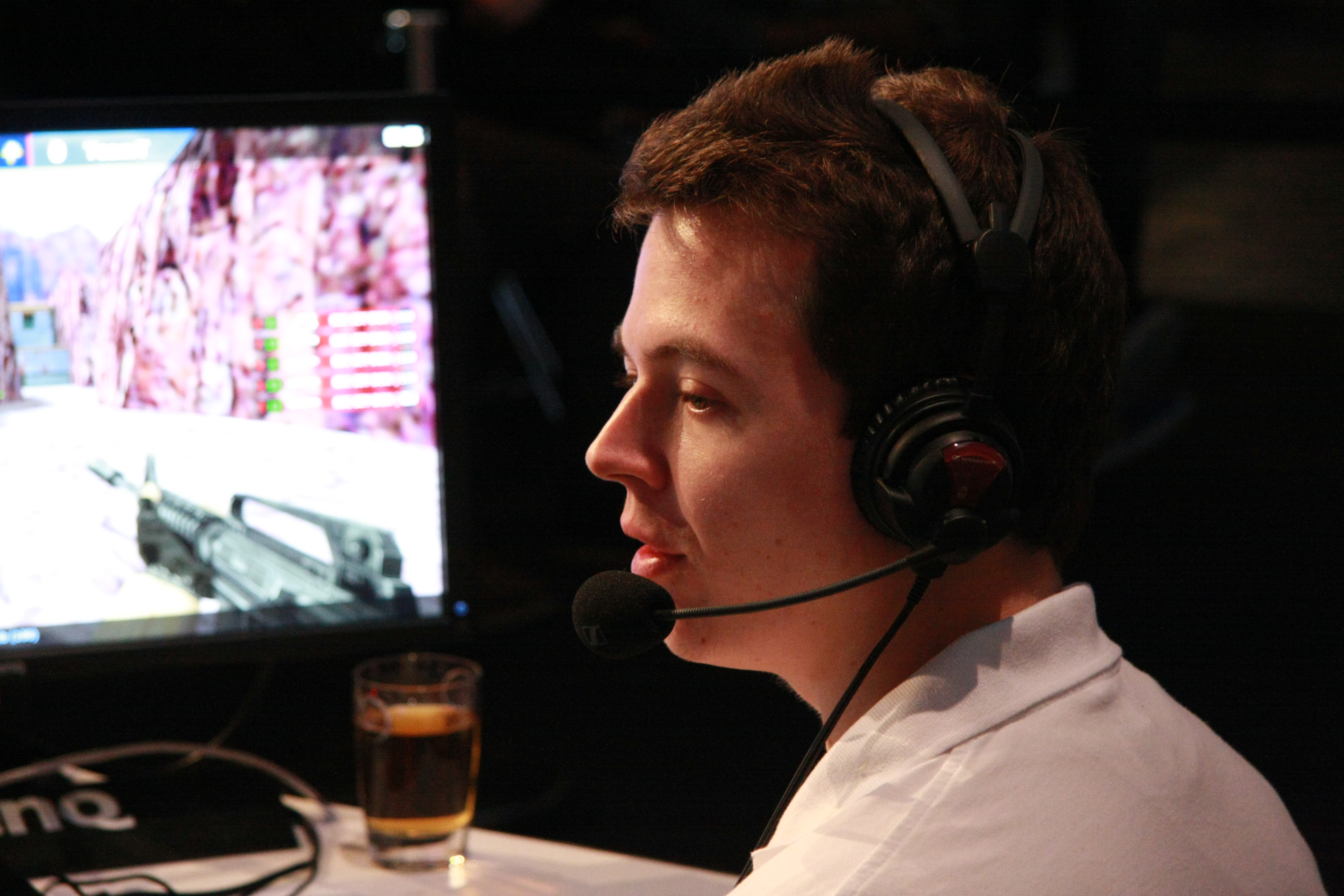
lurppis (2012)

### League of Legends
Evil Geniuses übernahm im Januar 2013 das komplette Team von CLG.EU, dass zu diesem Zeitpunkt bereits seit über einem Jahr zusammenspielte und mit der Halbfinalteilnahme bei der Season 2 World Championship und dem Sieg auf der DreamHack Summer 2012 als eines der besten Teams Europas galt. Seit Frühling 2013 war EG eines von acht Profi-Teams der europäischen League Championship Series (LCS), konnte aber keine größeren Turniere gewinnen und verpasste auch die Qualifikation für die Season 3 World Championship.
Im Dezember 2013 wurde bekannt gegeben, dass drei der fünf Mitglieder des Teams (Snoopeh, Yellowpete und Krepo) fortan mit zwei neuen Teammitgliedern in der nordamerikanischen LCS unter dem Namen Evil Geniuses antreten werden, während um die anderen beiden Spieler Wickd und Froggen unter der EG-Tochterorganisation Alliance ein neues Team aufgebaut wurde, das weiterhin in der europäischen LCS spielte.
Das League-of-Legends-Team von EG musste sich im Zuge der 2015 eingeführten Sale of Sponsorships Rule der LCS umbenennen und spielte ab Januar 2015 unter dem neuen Namen Winterfox.
2019 kaufte sich EG zurück in die nordamerikanische LCS und übernahm den Platz von Echo Fox. 2022 gewann das Team den Spring Split der LCS und qualifizierte sich somit auch für das Mid-Season Invitational (geteilter dritter Platz) und später auch für die Weltmeisterschaft 2022, wo das Team einen geteilten elften Platz belegte.
Mit Beginn der Saison 2024 zieht sich die Organisation aus der Liga zurück und beendet ihre professionelle League-of-Legends-Sparte.
| ehemaliges Roster (EU LCS) - Mike „Wickd“ Petersen (Top, Jan.–Dez. 2013) - Stephen „Snoopeh“ Ellis (Jungle, Jan. 2013-Dez. 2013) - Henrik „Froggen“ Hansen (Mid, Jan.–Dez. 2013) - Peter „Yellowpete“ Wüppen (AD Carry, Jan. 2013-Dez. 2013) - Mitch „Krepo“ Voorspoels (Support, Jan. 2013–Dez. 2013) | ehemaliges Roster (NA LCS 2013–2015) - Tyson „InnoX“ Kapler (Top, Dez. 2013-Jan. 2015) - Stephen „Snoopeh“ Ellis (Jungle, Dez. 2013-Jun. 2014) - Shin „Helios“ Dong-jin (Jungle, Jun. 2014-Jan. 2015) - Eugene „Pobelter“ Park (Mid, Dez. 2013-Jan. 2015) - Peter „Yellowpete“ Wüppen (AD Carry, Dez. 2013-Mai 2014) - Johnny „Altec“ Ru (AD Carry, Mai 2014-Jan. 2015) - Mitch „Krepo“ Voorspoels (Support, Dez. 2013–Okt. 2014) | Roster bei der Weltmeisterschaft 2022 - Jeong „Impact“ Eon-young (Top) - Kacper „Inspired“ Słoma (Jungle) - Joseph „jojopyun“ Pyun (Mid) - Muhammed Hasan „Kaori“ Şentürk (AD Carry) - Philippe „Vulcan“ Laflamme (Support) |  |

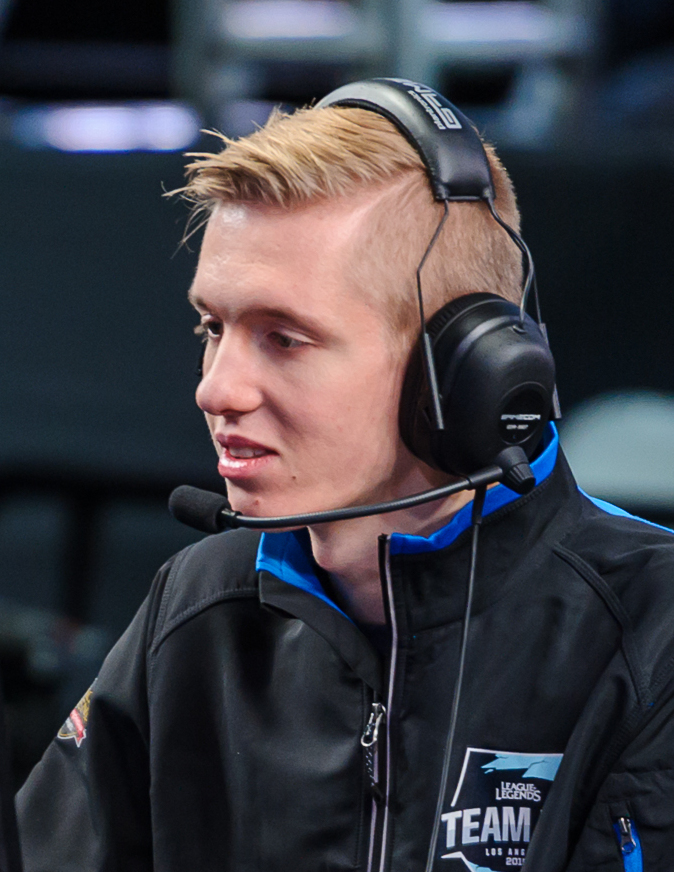
Froggen (2015)
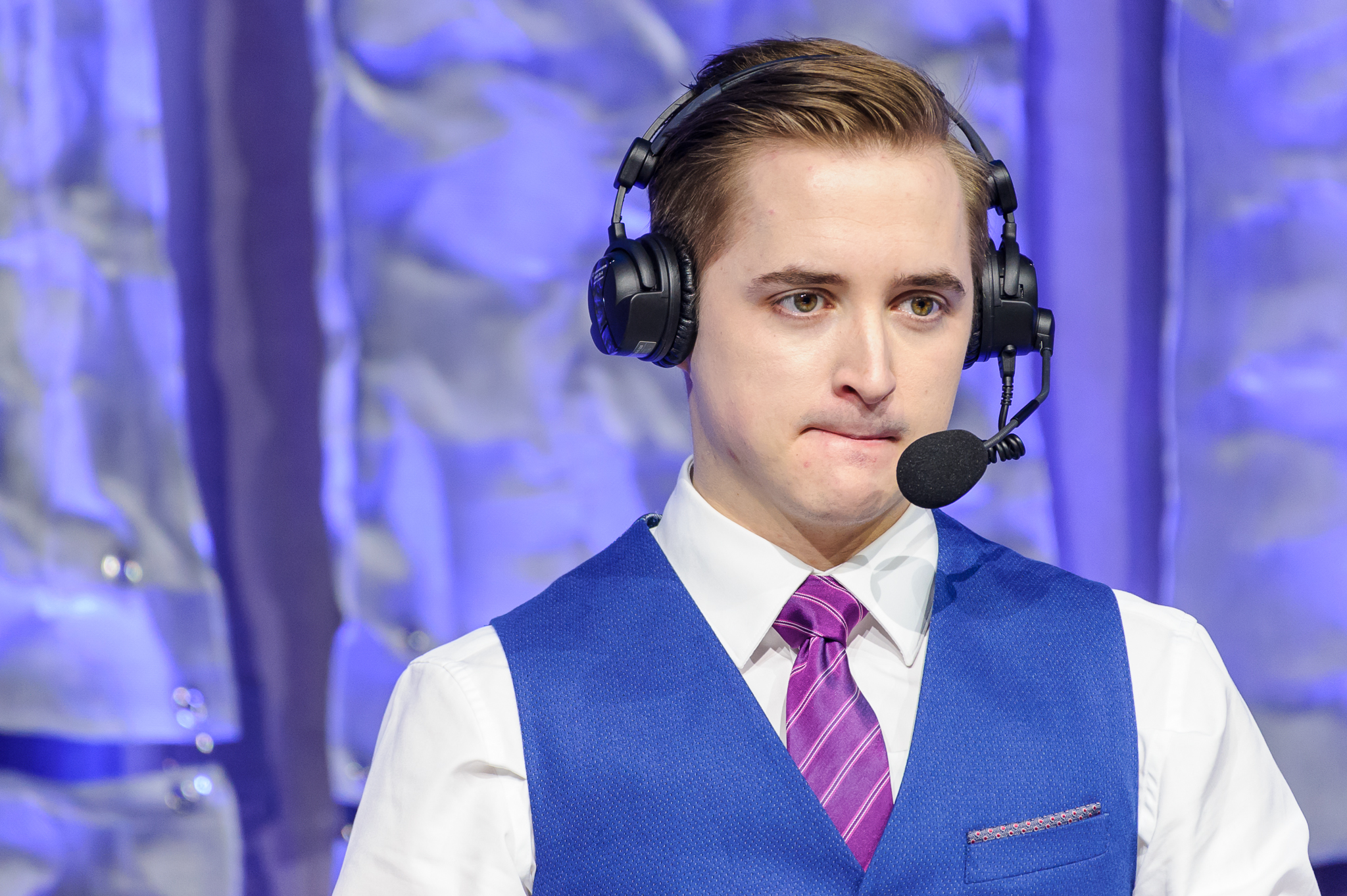
Krepo (2015)
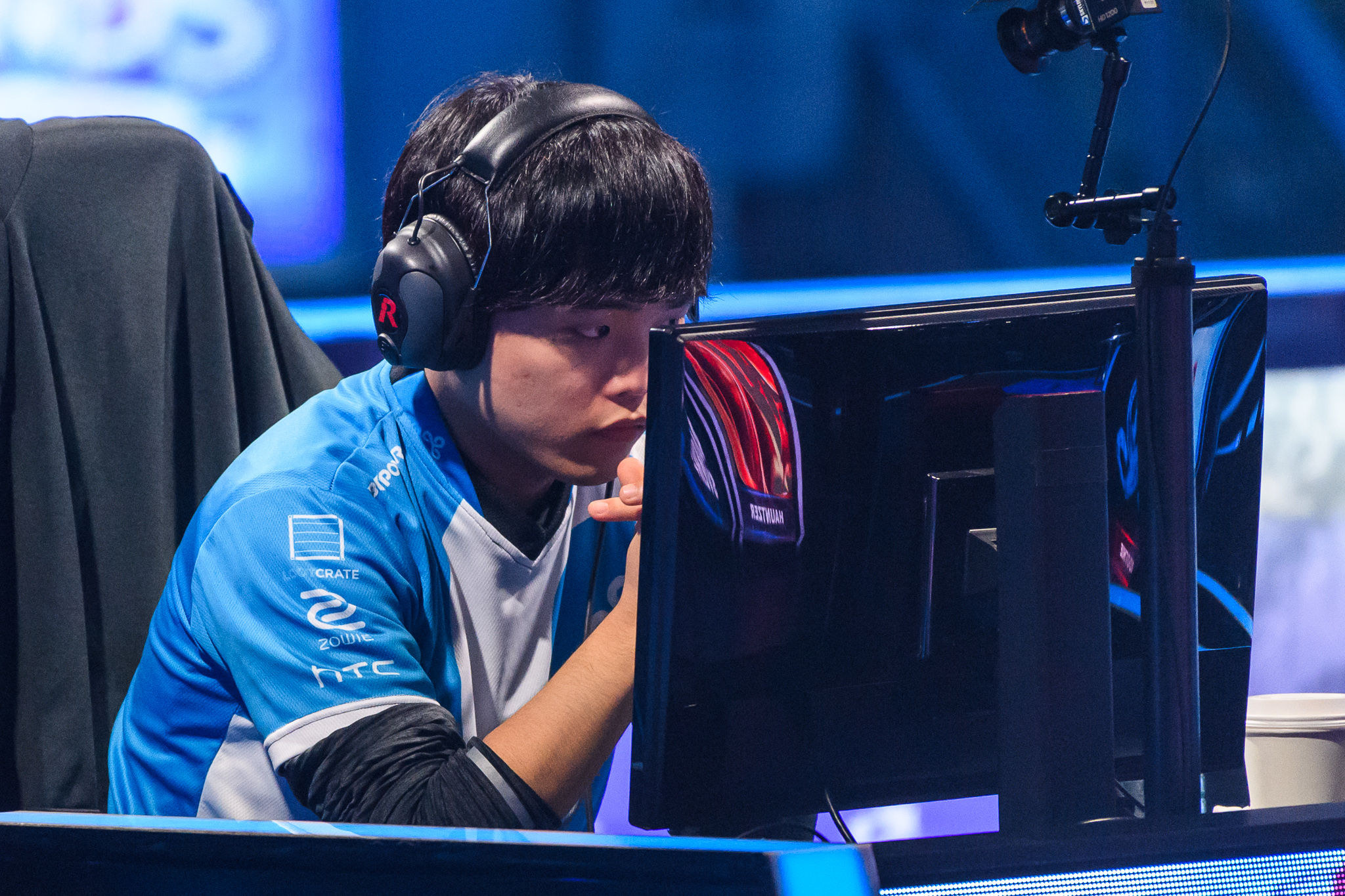
Impact (2016)
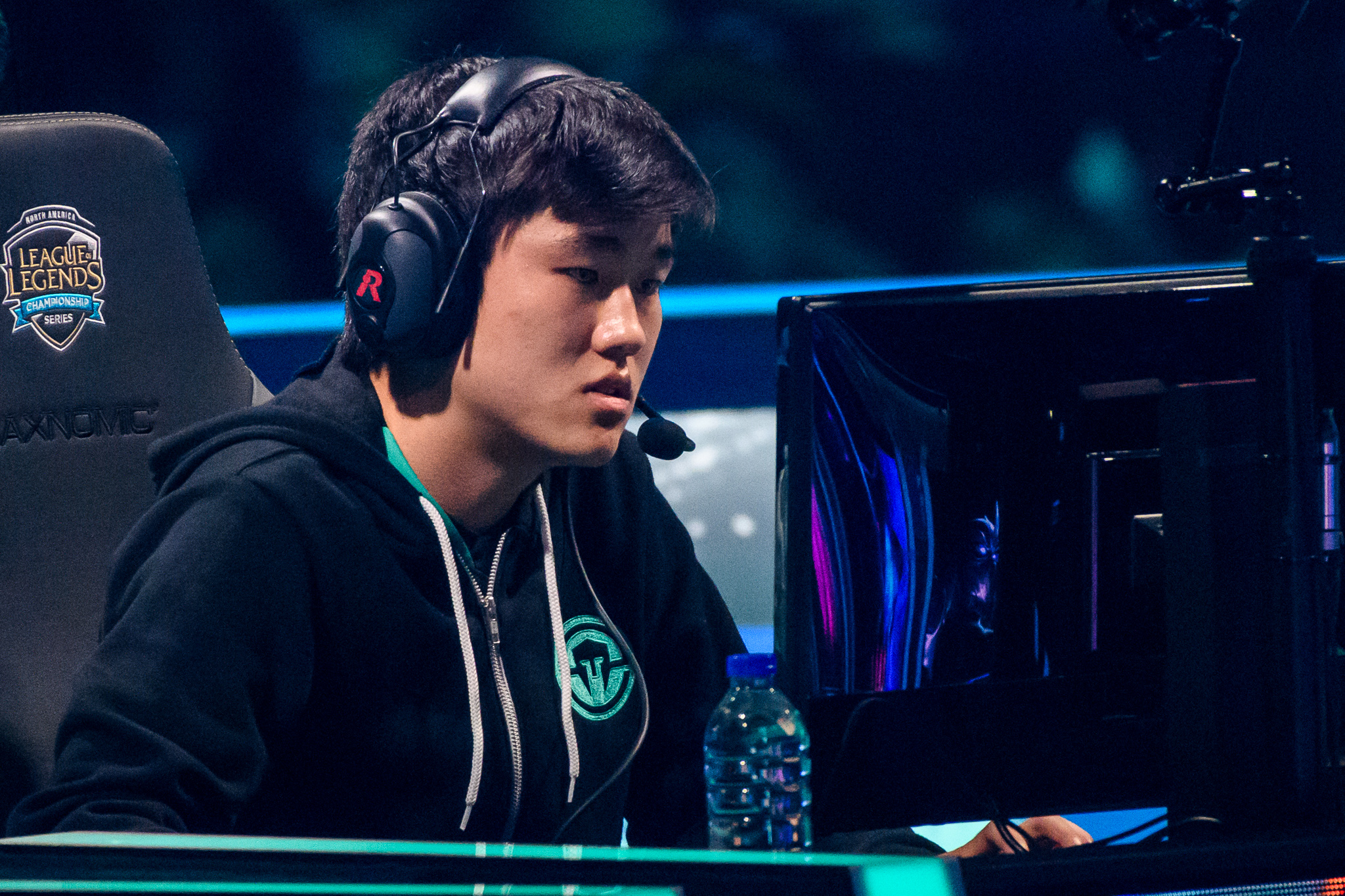
Pobelter (2016)

### Starcraft II
Evil Geniuses hatte insbesondere zur Anfangsphase von StarCraft 2 einige der erfolgreichsten und populärsten StarCraft-2-Spieler unter Vertrag. Gemeinsam mit Team Liquid nahm das Team unter dem Namen Liquid-EG für eine Saison an der südkoreanischen Profiliga (Proleague) teil. Zum Jahresbeginn 2017 wurde das StarCraft-Team von EG aufgelöst.
ehemalige Spieler (Auswahl)
- Geoff „InConTrol“ Robinson (2009–2013; zuvor in StarCraft: Brood War)
- Manuel „Grubby“ Schenkhuizen (2010–2011; zuvor in WarCraft III)
- Lee „PuMa“ Ho-joon (2011–2013)
- Ilyes „Stephano“ Satouri (2012–2013)
- Greg „IdrA“ Fields (2010–2013)
- Marcus Sebastian „ThorZaIN“ Eklöf (2012–2017)
- Chris „HuK“ Loranger (2011–2017)
- Lee „Jaedong“ Jae-dong (2012–2016)[12]

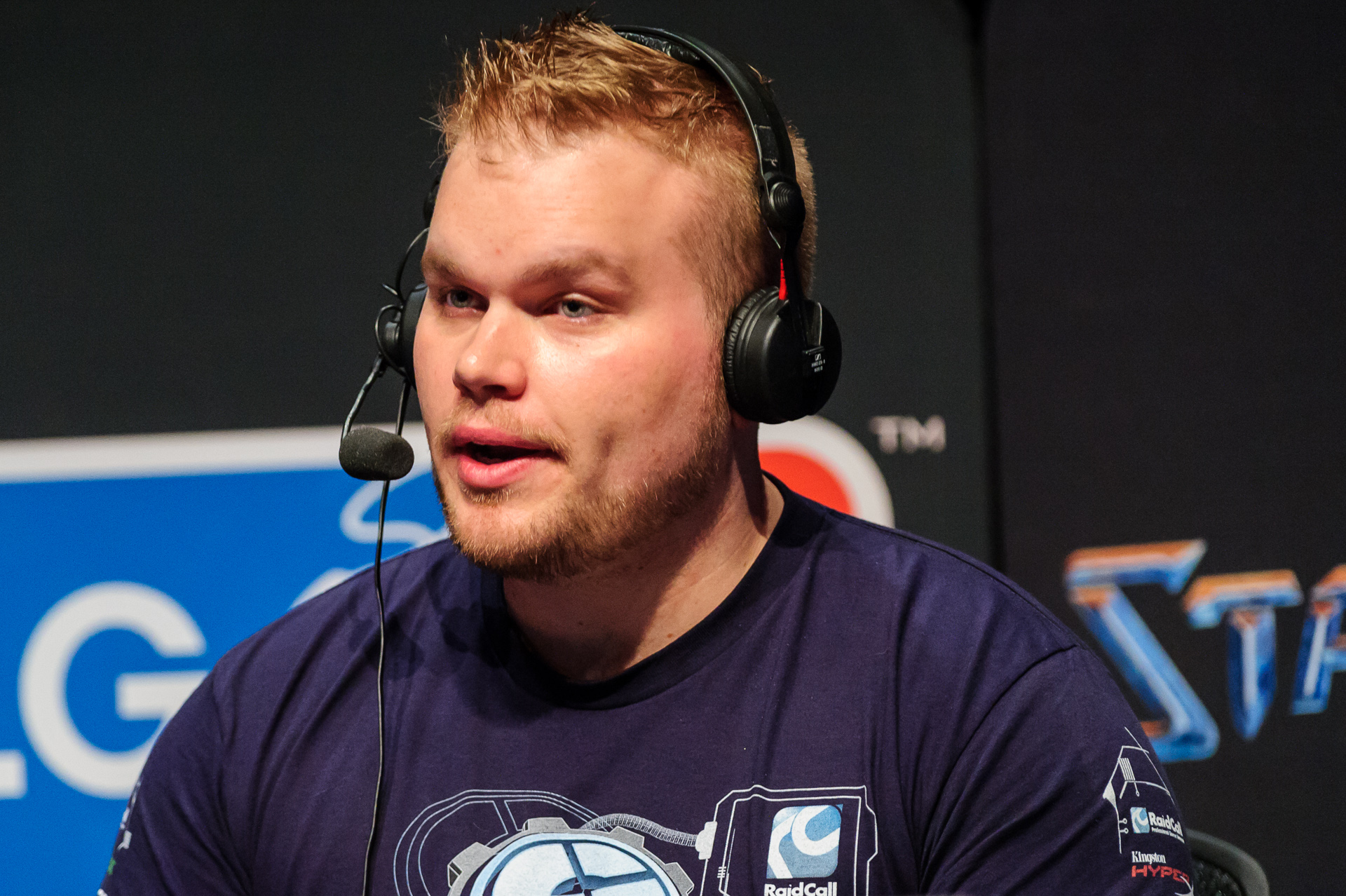
InConTrol (2013)
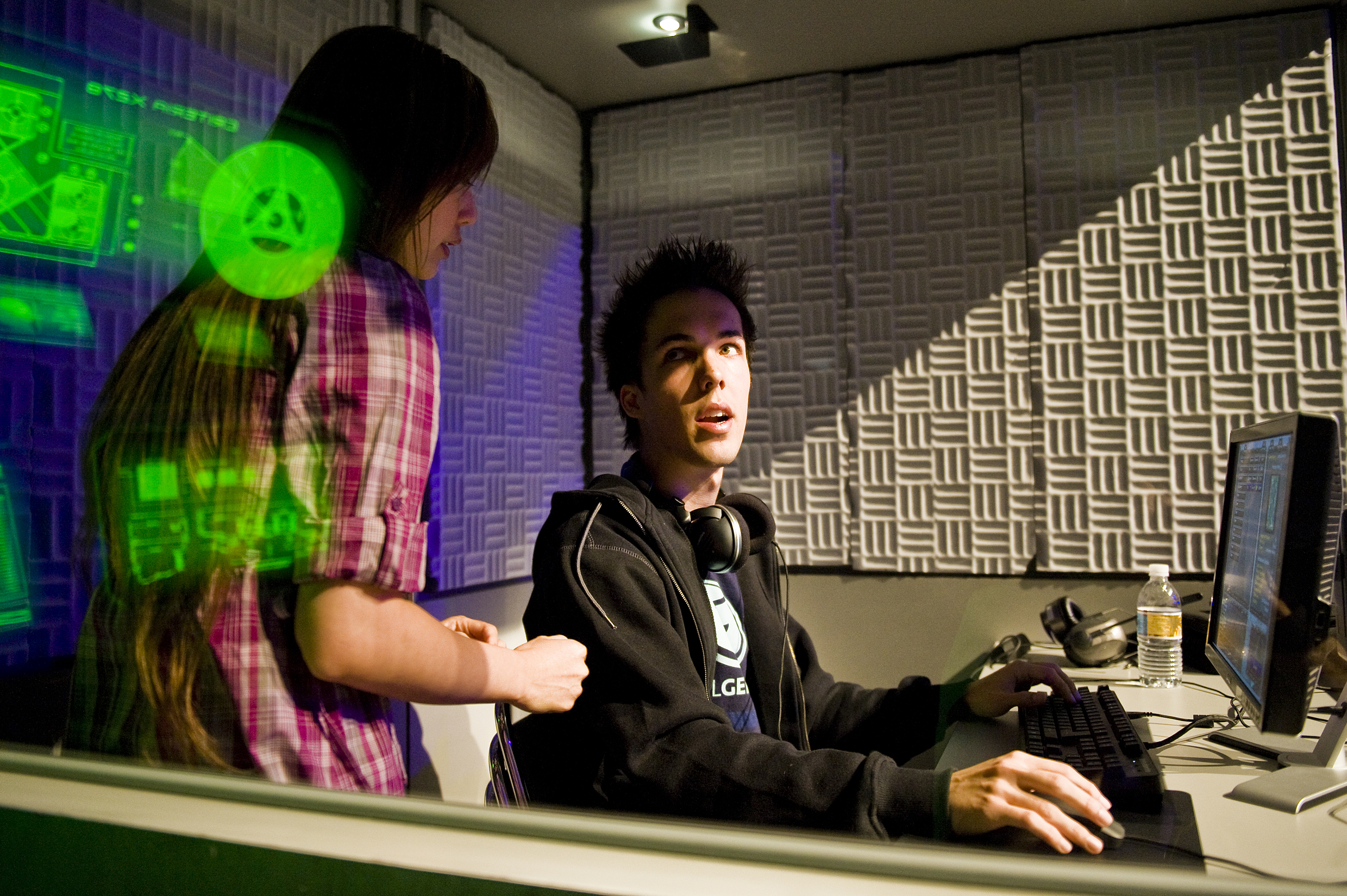
Grubby (2009)
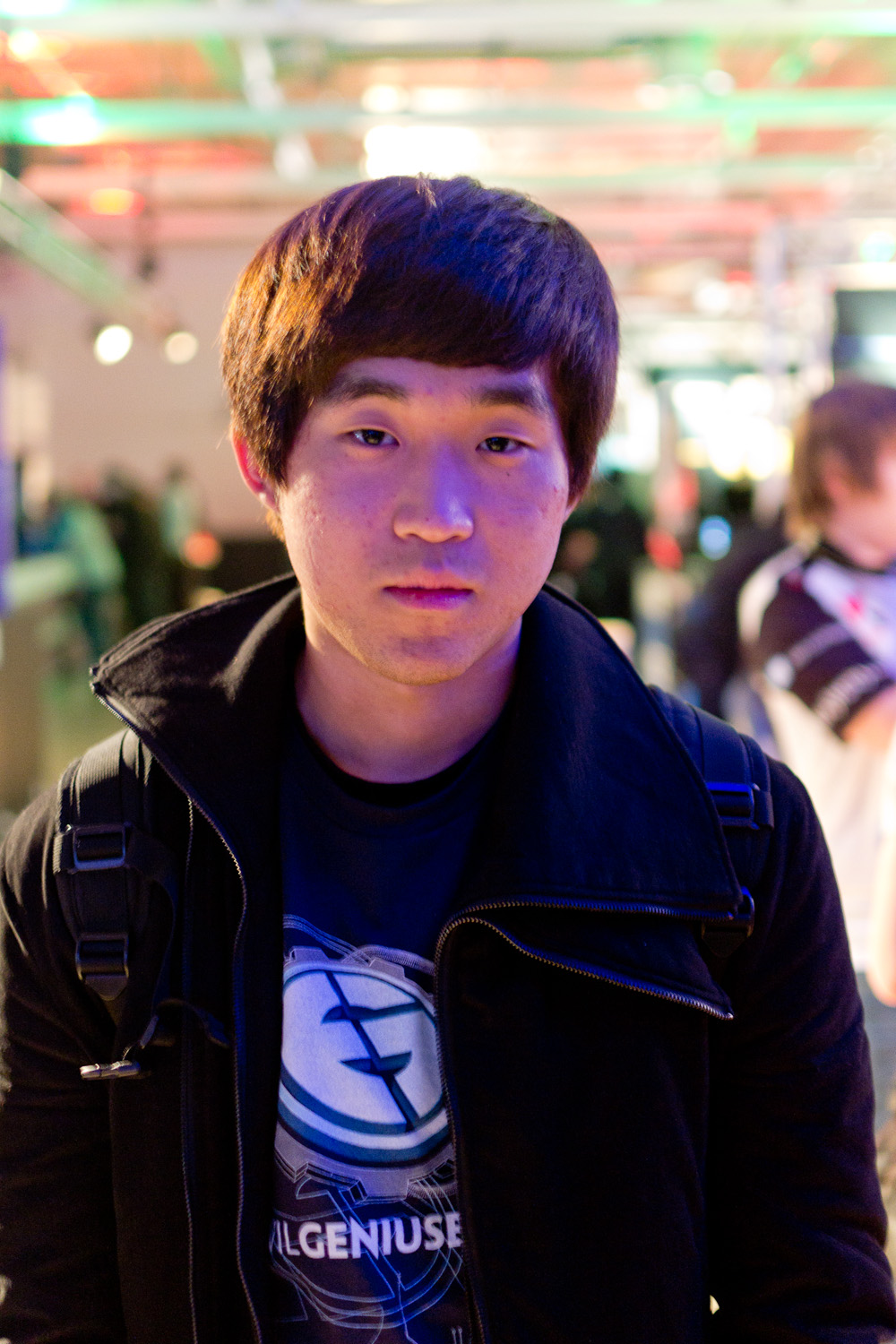
PuMa (2011)
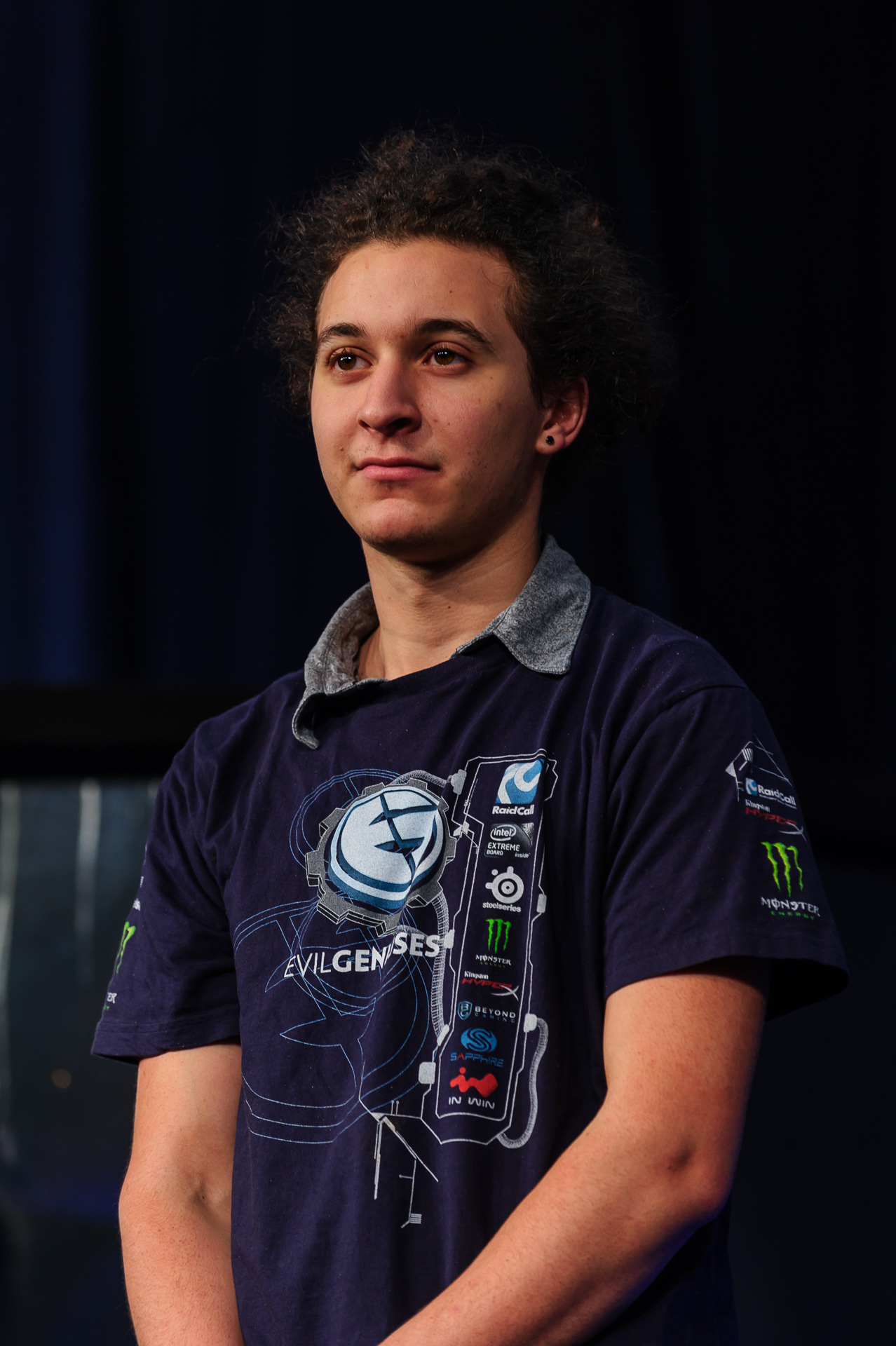
Stephano (2012)
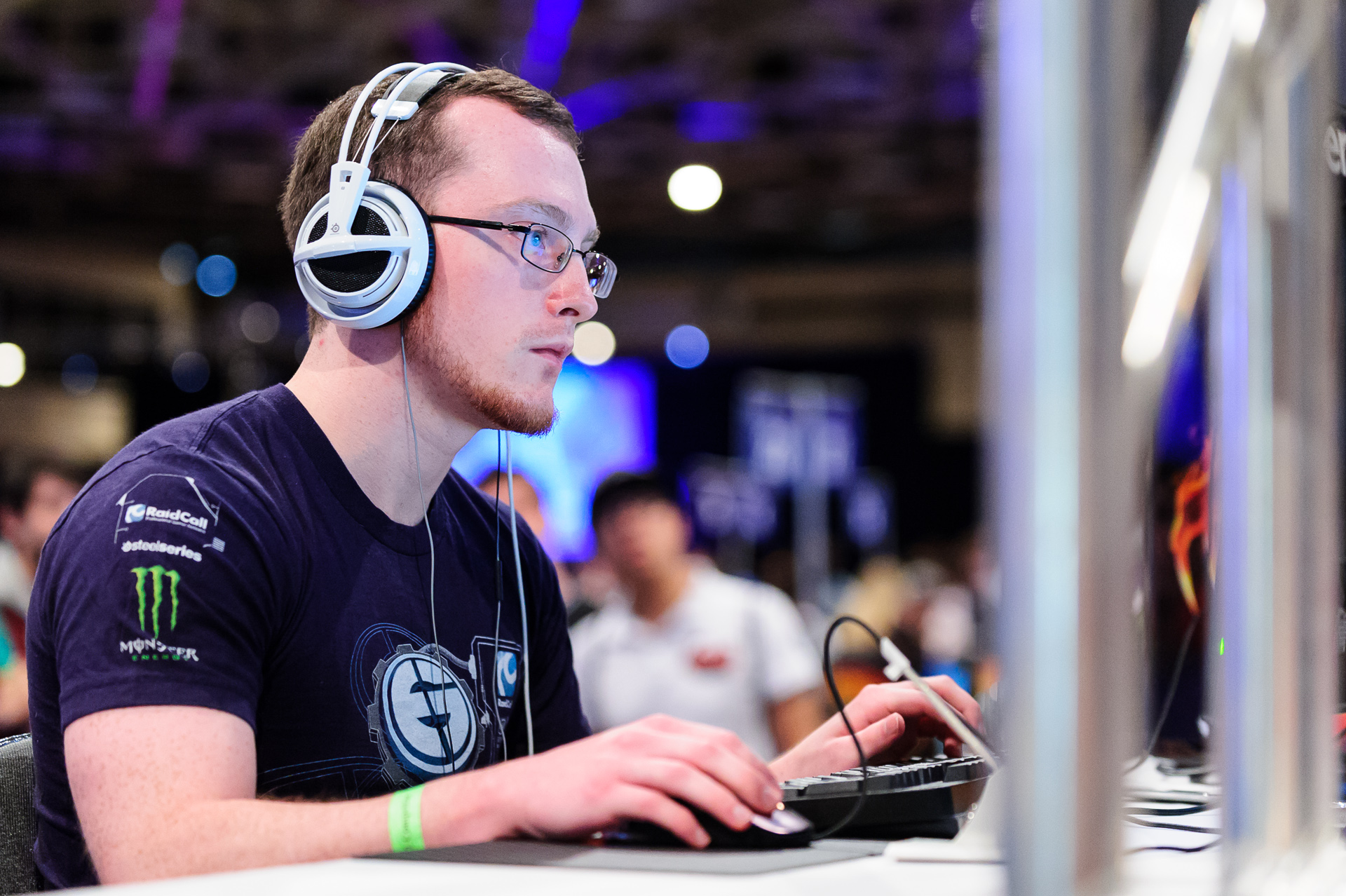
IdrA (2012)
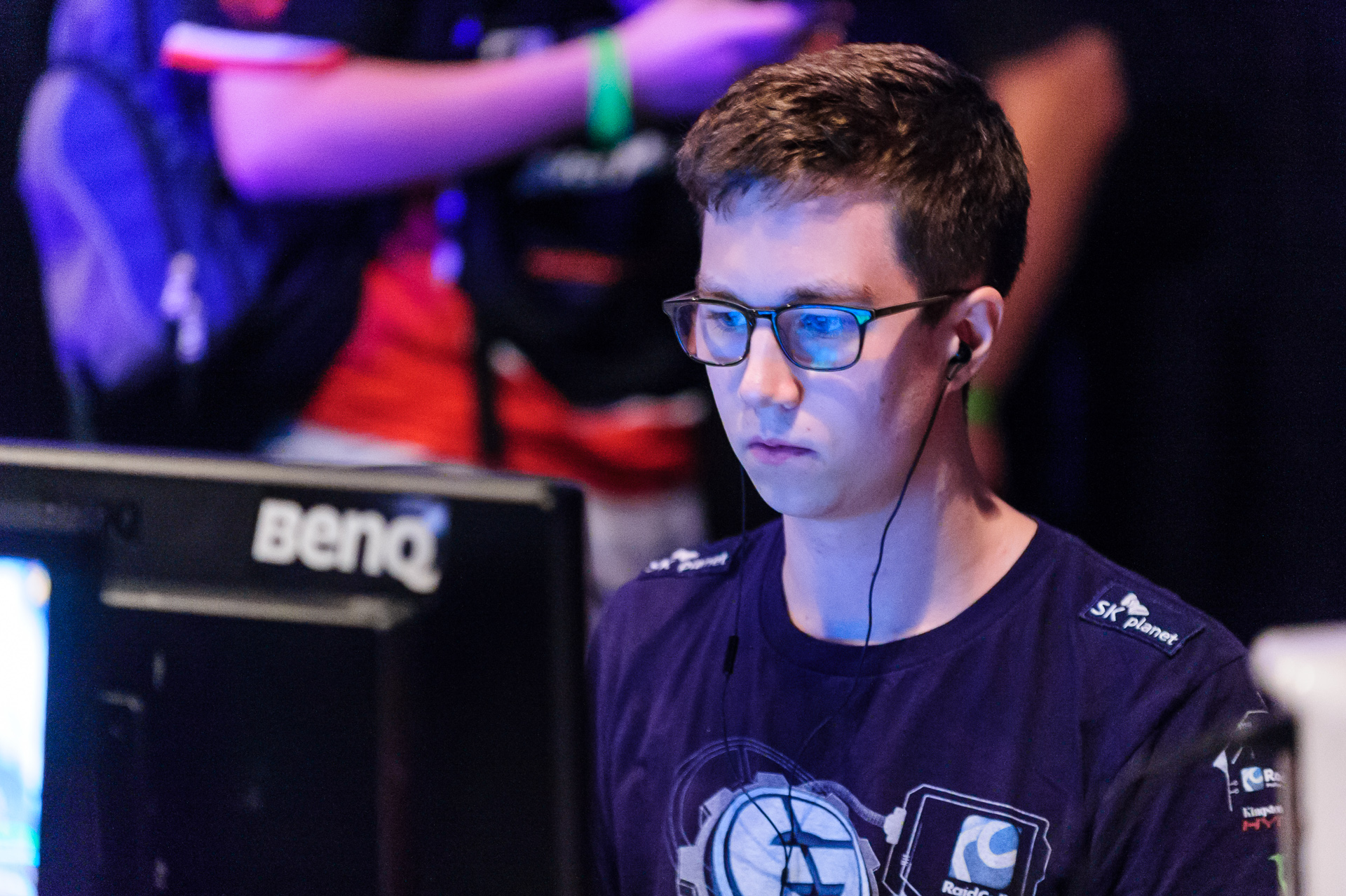
ThorZaIN (2013)
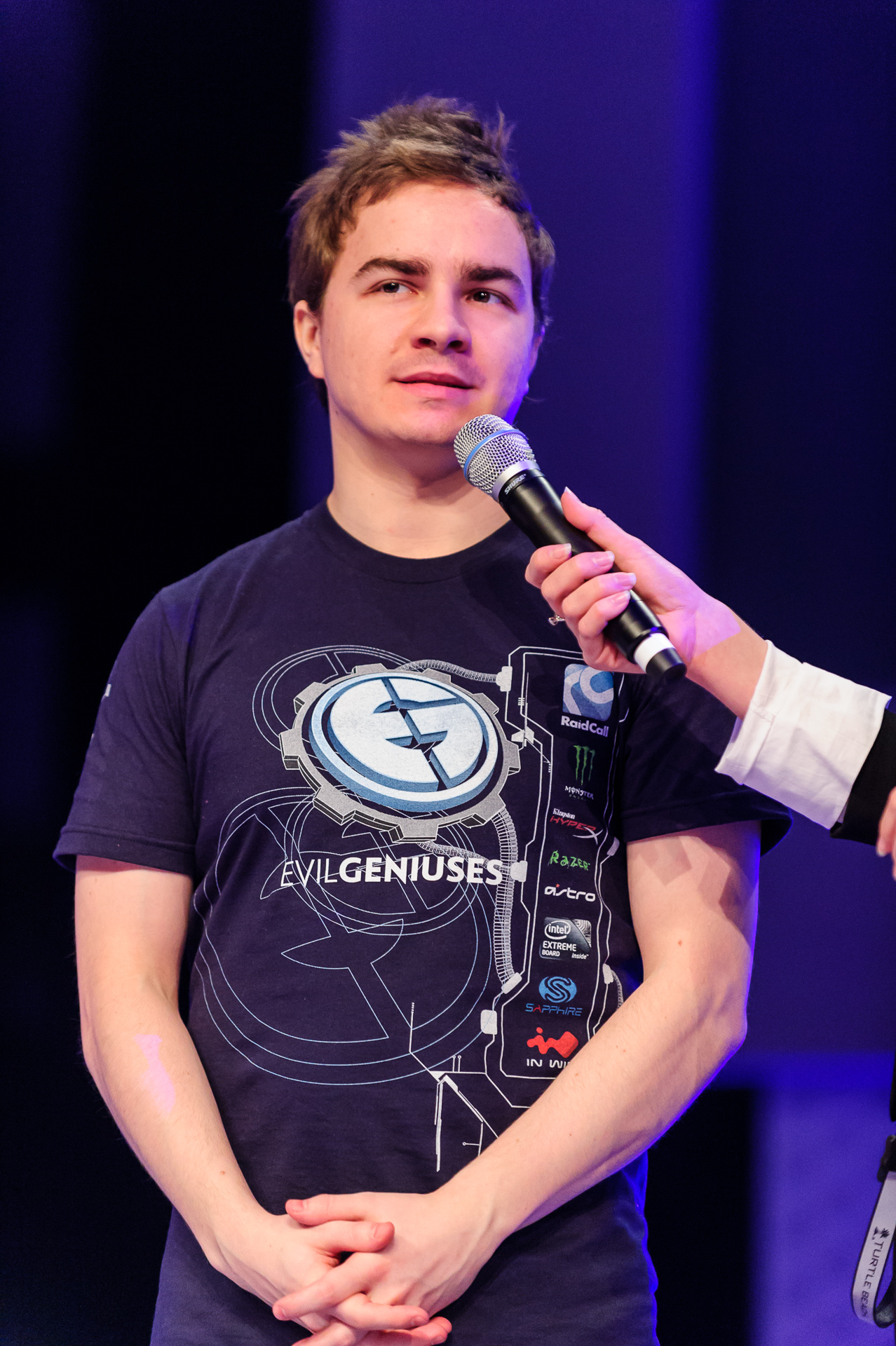
HuK (2013)
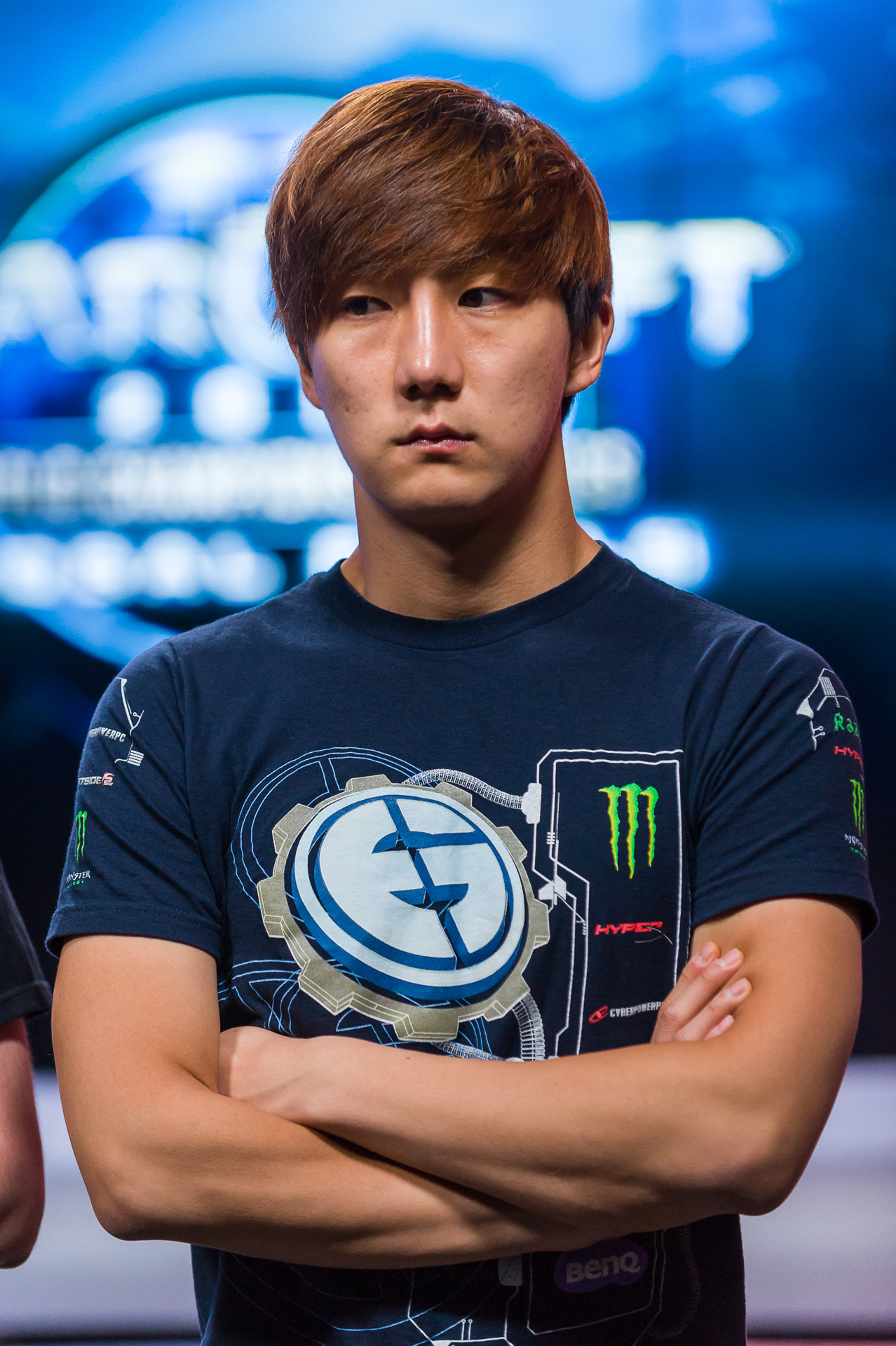
Jaedong (2014)

### Call of Duty
Am 6. Mai 2014 kaufte Evil Geniuses das Call of Duty Team von compLexity für 70.000 $ auf. Das compLexity-Team hatte zuvor unter anderem die mit einer Million US-Dollar dotierte Call of Duty Championship 2014 gewonnen. Größter Erfolg für EG in Call of Duty war der Gewinn der Call of Duty World League 2018 (Preisgeld: 600.000 US-Dollar)
| ursprüngliches Team (2014) - Patrick „ACHES“ Price - Bryan „Apathy“ Zhelyazkov - Anthony „NAMELESS“ Wheeler - Ian „Enable“ Wyatt | CWL-Sieger (2018) - Patrick „ACHES“ Price - Bryan „Apathy“ Zhelyazkov - Adam „Assault“ Garcia - Justin „SiLLY“ Fargo-Palmer |

### Rainbow Six Siege
Am 10. November 2017 machte Evil Geniuses bekannt, dass sie das Rainbow Six Team Continuum übernehmen würden. Bis zur Auflösung 2020 erreichte das Team Podiumsplatzierungen bei zahlreichen internationalen Turnieren (bspw. Zweiter Platz beim Six Major Paris 2018 mit 55.000 Dollar Preisgeld).
ursprüngliches Team (2017)
- Troy „Canadian“ Jaroslawski
- Nathan „nvK“ Valenti
- Austin „Yung“ Trexler
- Brandon „BC“ Carr
- Ammar „Necrox“ Albanna

### Valorant
In Valorant verpflichtete EG erstmals 2021 ein Team. 2023 gewann das Team den mit einer Million US-Dollar dotierten Weltmeistertitel.
| Spieler bei VALORANT Champions 2023 - Kelden „Boostio“ Pupello - Alexander „jawgemo“ Tepchhatraridhi Mor - Corbin „C0M“ Lee - Max „Demon1“ Mazanov - Ethan „Ethan“ Arnold |

### Weitere Disziplinen
- Tim „DaHanG“ Fogarty (Quake, 2007–2013)
- Justin „JWong“ Wong (Fighting Games, 2010–2017)
- Yusuke „Momochi“ Momochi (Street Fighter, 2011–2017)
- Kevin „PPMD“ Nanney (Smash Melee, 2014–2021)
- Adrian „Lifecoach“ Koy (Gwent, 2017–2020)
- Dominique „SonicFox“ McLean (Fighting Games, seit 2020)

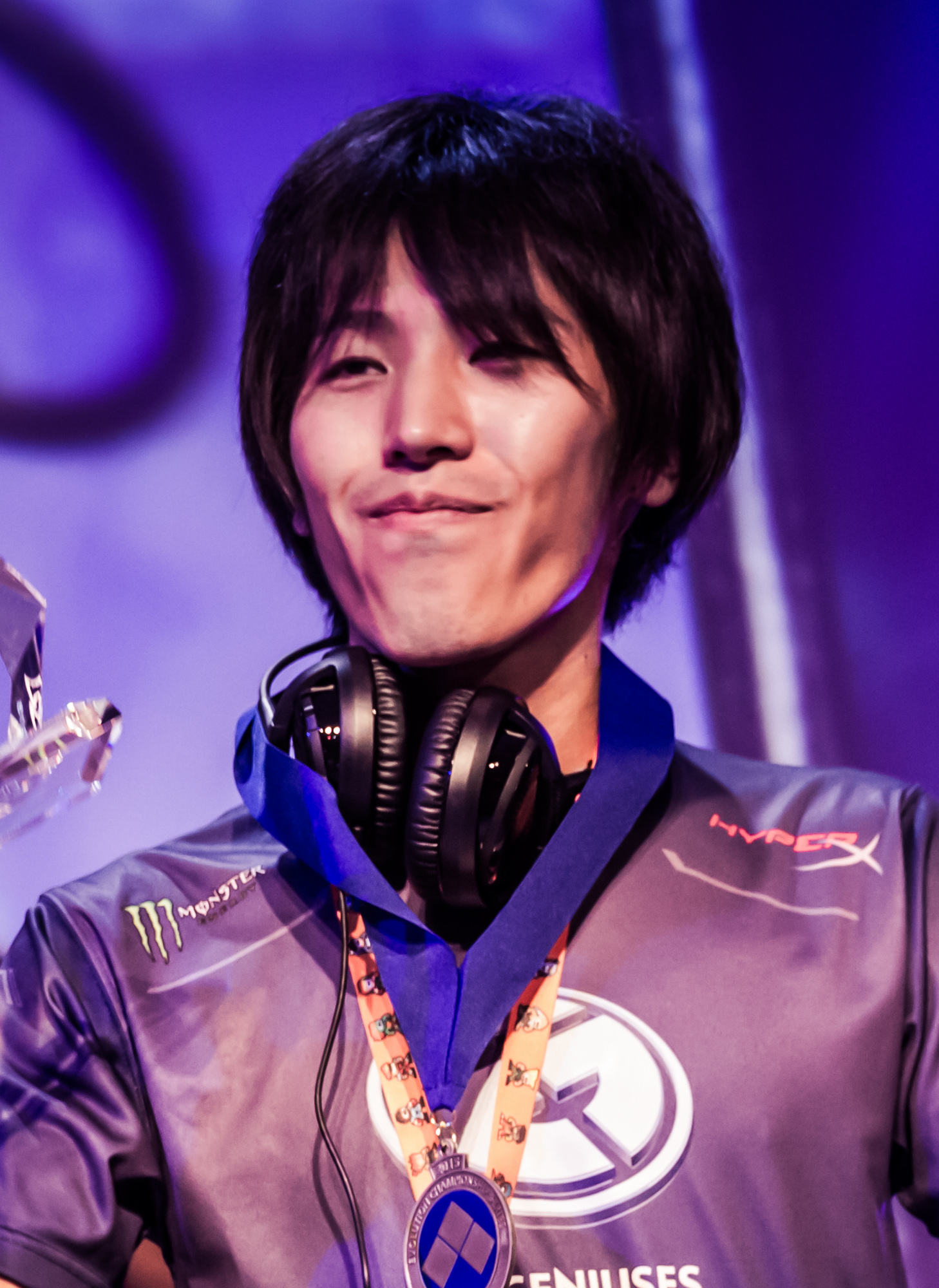
Momochi (2015)
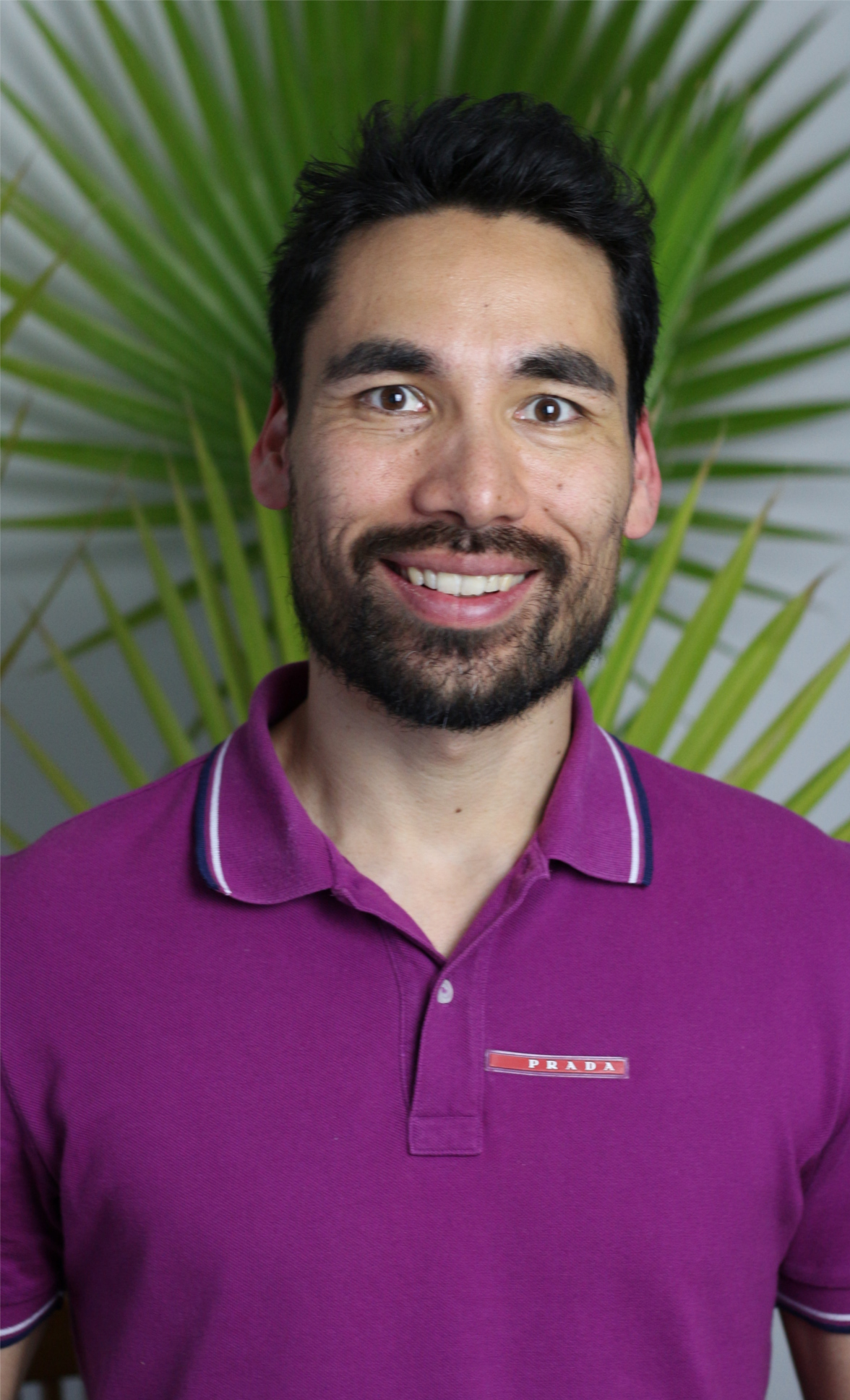
Lifecoach (2017)
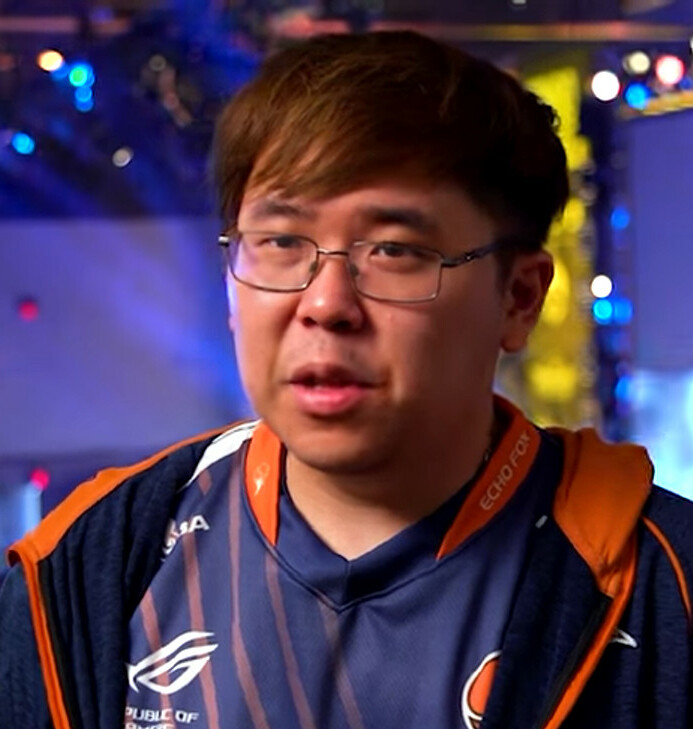
Justin Wong (2018)